# Sericanthe rabia
Espèce
Sericanthe rabia est une espèce d'arbustes de la famille des Rubiaceae.

## Description
Sericanthe rabia peut mesurer jusqu'à 5 mètres de haut. Les jeunes branches possèdent des brindilles comportant des poils, des stipules et des feuilles acuminées. Certaines parties de la plante sont pubescentes : les feuilles ne sont pas glabres car elles présentent quelques poils. Elles tombent à maturité. La fleur pousse sur un pédicelle et présente deux calyculi.

## Répartition et habitat
Sericanthe rabia se trouve principalement en Basse-Guinée, au Cameroun et au Gabon, dans la forêt tropicale à 900 m d'altitude. 